# Conger erebennus
Conger erebennus és una espècie de peix pertanyent a la família dels còngrids.

## Hàbitat
És un peix marí, demersal i de clima temperat.

## Distribució geogràfica
Es troba al Pacífic nord-occidental: el Japó i la península de Corea.

## Observacions
És inofensiu per als humans.